# Iwan Jankow
Iwan Jankow Marinow (bg. Иван Янков Маринов; ur. 7 czerwca 1951 w Oreszaku) – bułgarski zapaśnik walczący w stylu wolnym. Dwukrotny olimpijczyk. Srebrny medalista z Moskwy 1980 i piąty w Montrealu 1976. Startował w kategoriach 62–68 kg.
Brązowy medalista mistrzostw świata w 1978. Zdobył siedem medali mistrzostw Europy w tym trzy złote, w 1973, 1975 i 1978 roku.
- Turniej w Montrealu 1976 – 62 kg

Pokonał Marco Terána z Ekwadoru i Petre Comana z Rumunii. a przegrał z Kenkichi Maekawą z Japonii i Dzewegijnem Ojdowem z Mongolii.
- Turniej w Moskwie 1980 – 68 kg

Wygrał z Oscarem Segersem z Belgii, Kubańczykiem José Ramosem, Eberhardem Probstem z NRD, Jagmanderem Singhem z Indii i Shabanem Sejdiu z Jugosławii. Przegrał z Sajpułłą Absaidowem z ZSRR.